# Улица Григория Сурабко
Улица Григория Сурабко (укр. Вулиця Григорія Сурабка) — улица в Новозаводском районе города Чернигова, исторически сложившаяся местность (район) Коты. Пролегает от улицы Тычины до тупика.
Нет примыкающих улиц.

## История
Проложена после Великой Отечественной войны.
Носила название в честь польской и украинской советской писательницы Ванды Львовны Василевской.
12 февраля 2016 года улица получила современное название Григория Сурабко — в честь заслуженного мастера спорта СССР по парашютному спорту, уроженца Чернигова Григория Николаевича Сурабко, согласно Распоряжению городского главы В. А. Атрошенко Черниговского городского совета № 46-р «Про переименование улиц и переулков города» («Про перейменування вулиць та провулків міста»)

## Застройка
Улица пролегает в северо-западном направлении. Парная и непарная стороны улицы заняты усадебной застройкой. Конец улицы занят нежилой застройкой.  
Учреждения: нет